# 310 î.Hr.

## Nașteri
- dată necunoscută: Aristarh din Samos  (d. 230 î.Hr.)

## Decese
- dată necunoscută: Roxana  (n. 347 î.Hr.)
- dată necunoscută: Phryne  (n. 371 î.Hr.)